# Pere Jordana Llevat
Pere Jordana Llevat (Reus, 1923 - 2007) va ser un artista i pintor català.
Era fill del polític radical Pere Jordana que havia estat alcalde de Reus en temps del govern Lerroux. Va ser un artista tardà, i en la seva joventut no es va dedicar a cap activitat relacionada amb l'art. El seu germà Màrius Jordana tenia molta facilitat pel dibuix i sembla que de gran, Pere Jordana va treballar en aquest camp a instàncies d'ell. Es va aficionar a la pintura per la seva amistat amb l'aquarel·lista reusenc Josep Cusiné. Jordana es convertí en el seu marxant i al seu pis hi tenia uns magatzems amb l'obra d'aquest pintor, que anava guardant i venent. Davant de l'obra de Cusiné, Jordana va voler provar sort i de forma autodidacta va començar a pintar quadres propis. Va tenir èxit i va convertir-se en un aquarel·lista conegut en el món pictòric local. Va fer diverses exposicions a sales de Reus, Tarragona, Tortosa i Lausana. Va col·laborar des de la seva fundació amb la Galeria d'Art Anquin's. on organitzava, juntament amb els seus propietaris, les exposicions que s'hi celebraven.